# 圣多美和普林西比行政区划

圣多美和普林西比行政区划

圣多美和普林西比由聖多美島和普林西比島所組成，在1990採用新憲法、廢除省之後，目前以縣作為行政區劃。

## 聖多美島
圣多美岛的总人口约133,600，設有6個縣:
1. 阿瓜格兰德县（Agua-Grande）
2. 坎塔加洛县（Cantagalo）
3. 考埃县（Caue）
4. 伦巴县（Lemba）
5. 洛巴塔县（Lobata）
6. 梅索西县（Me-Zochi）

## 普林西比島
普林西比島自1995年4月29日起，設立普林西比自治區，总面积142平方公里，人口8420。普林西比自治区下辖1个县，即帕盖县（Pague）。